# Rzeczyca (rejon bereski)
Rzeczyca (biał. Рачыца; ros. Речица) – wieś na Białorusi, w obwodzie brzeskim, w rejonie bereskim, w sielsowiecie Sokołów.
Znajduje się tu przystanek kolejowy Rzeczyca, położony na linii Bronna Góra – Białooziersk. W pobliżu miejscowości usytuowany jest zjazd z drogi magistralnej M1 na drogę republikańską R136.

## Historia
W XIX i w początkach XX w. uroczysko położone w Rosji, w guberni grodzieńskiej, w powiecie słonimskim, w gminie Piaski.
W dwudziestoleciu międzywojennym leżała w Polsce, w województwie poleskim, w powiecie kosowskim (do 1935), a następnie w powiecie iwacewickim, w gminie Piaski. W 1921 miejscowość liczyła 431 mieszkańców, zamieszkałych w 84 budynkach, w tym 427 Białorusinów, 3 Polaków i 1 Żyda. 424 mieszkańców było wyznania prawosławnego, 6 rzymskokatolickiego i 1 mojżeszowego.
Po II wojnie światowej w granicach Związku Sowieckiego. Od 1991 w niepodległej Białorusi.